# Esslingen am Neckar
Esslingen am Neckar (lett.: «Esslingen sul Neckar») è una città tedesca di 94 941 abitanti, situata nel land del Baden-Württemberg.

## Geografia fisica

### Posizione
Esslingen am Neckar si trova lungo un meandro del fiume Neckar a sud-ovest di Stoccarda. Il fiume attraversa l'area urbana da sud-ovest a nord-est. Il centro storico è situato a nord del fiume. Qui si trova anche la diga di Esslingen. Venendo dal comune di Altbach, il Neckar attraversa prima il sobborgo di Zell e poi lascia l'area urbana tra i sobborghi di Mettingen e Weil in direzione di Stoccarda. Esslingen am Neckar si estende tra le alture dello Schurwald a est e la pianura Filderebene a sud.
L'altitudine della città varia tra i 230 metri nella valle del Neckar e i 498 metri nello Schurwald.

### Utilizzo delle superfici
Esslingen ha una superficie di 4.643 ettari, di cui 1.193 ettari di foresta e 112 ettari di corsi d'acqua. Su 93 ettari si coltivano viti che appartengono alla regione vitivinicola del Württemberg. Su 1.662 ettari sono stati costruiti gli edifici nei quali vivono i 90.000 abitanti della città, oltre a vie, piazze, strade e ferrovie.

### Comuni limitrofi
I seguenti comuni e le seguenti città confinano con la città di Esslingen am Neckar. Vengono citati in senso orario cominciando dal nord: Kernen im Remstal, Aichwald, Baltmannsweiler, Plochingen, Altbach, Deizisau, Denkendorf und Ostfildern e Stoccarda.

### Suddivisione della città
La città è costituita dai seguenti 24 quartieri:
Berkheim, Brühl, Hegensberg, Hohenkreuz, Innenstadt, Kennenburg, Kimmichsweiler/Oberhof, Krummenacker, Liebersbronn, Mettingen, Neckarhalde, Oberesslingen, Obertal, Pliensauvorstadt, Rüdern, Serach, Sankt Bernhardt, Sirnau, Sulzgries, Wäldenbronn, Weil, Wiflingshausen, Zell, Zollberg.
Inoltre appartiene a Esslingen l'exclave Stadtwald Esslingen am Neckar Stiftswald nel territorio urbano di Stoccarda (♁48° 44′ 41,24″ N, 9° 3′ 41,69″ E).

### Pianificazione territoriale
Esslingen è una località centrale della regione di Stoccarda. Appartengono al territorio di Esslingen anche le città e i comuni al nord del circondario, ossia: Aichwald, Altbach, Baltmannsweiler, Deizisau, Denkendorf, Hochdorf, Lichtenwald, Neuhausen auf den Fildern, Ostfildern, Plochingen, Reichenbach an der Fils e Wernau.

## Storia

### Storia antica
Nel territorio di Esslingen sono stati ritrovati reperti archeologici risalenti al Neolitico, periodo nel quale il territorio è stato popolato. Resti di insediamenti umani del 1000 a.C. si trovano sotto l'attuale chiesa cittadina (Stadtkirche).

### Epoca romana
Nel I secolo d.C. il territorio di Esslingen divenne parte dell'Impero romano, dopo che i romani attorno al 70 d.C. avevano oltrepassato il Reno. In quell'epoca furono costruite nell'area di Oberesslingen una fattoria romana e a Berkheim una villa romana. Gli insediamenti più vicini di maggiori dimensioni erano Cannstatt e Köngen (Grinario).

### Epoca delle migrazioni ed epoca merovingia
Nel territorio di Esslingen non sono stati ritrovati reperti prealemanni di epoca post-romana, che invece sono presenti nella pianura Filder. Provengono da Rüdern alcuni reperti che fanno pensare a una ricca sepoltura dagli influssi orientali, come ad esempio una sequenza di punte di frecce con tre ali. Il nome della località, che termina in "-ingen", fa riferimento a un'associazione di persone nella quale giocava un ruolo rilevante - come capofamiglia o come signore del territorio - un uomo chiamato Hezzilo o Hetsilo. Questo nome, assieme al suffisso, "-ingen", divenne la denominazione del villaggio e successivamente della città.
Nel VI secolo gli Alemanni furono sottomessi dai Merovingi sotto il regno di Clodoveo I. Ciononostante gli Alemanni ricoprirono incarichi amministrativi anche sotto il dominio franco e costituirono un ducato nel Regno franco. Nell'VIII secolo tentarono nuovamente di instaurare un dominio indipendente. Il tentativo fallì nel 746 con la strage di Canstatt, che pose fine al ducato degli Alemanni.
In un reperto archeologico sepolcrale molto importante sono stati ritrovati grazie a Günter Fehring i resti della Vitalis-Cella sotto la Chiesa di San Dionisio. I resti di insediamenti umani attorno alla cella risalgono alla tarda epoca merovingia. Più antiche sono invece le aree sepolcrali di Oberesslingen e Sirnau.

### Testimonianze documentali e ascesa della città
La prima testimonianza documentale di Esslingen risale all'anno 777. L'abate Fulrado di Saint Denis lasciò in eredità la Cella oltre il Neckar, che in precedenza aveva ricevuto da un nobile alemanno di nome Hafti, e le ossa del martire Vitale al monastero reale merovingio di Saint-Denis vicino a Parigi. Dopo la morte dell'abate (nel 784) il monastero fece trasportare i resti di San Vitale dall'Italia alla Cella. Successivamente il luogo divenne un importante centro di pellegrinaggio. La prima citazione del nome "Esslingen" in forma di Hetsilinga si trova in un documento ufficiale di Ludovico il Germanico dell'866, nel quale viene confermato al luogo in cui si trova la Cella il diritto di tenere il mercato. Probabilmente Ludovico il Germanico gli aveva già concesso tale diritto attorno all'anno 800 per salvaguardare le entrate pecuniarie del monastero e i rifornimenti dei pellegrini. Favorevole allo sviluppo di un mercato e del pellegrinaggio era la posizione strategica del luogo su una via di grande comunicazione tra le Fiandre e il Norditalia, che attraversava un'area vicina ad Esslingen.
Tra il 950 e il 1050 circa Esslingen batteva moneta. Esistono solo poche testimonianze scritte risalenti a questo periodo. Si suppone che Esslingen fosse un luogo largamente edificato quando Rodolfo di Rheinfelden tenne un convegno di principi a Esslingen nell'anno 1077. Nello stesso anno Enrico IV di Franconia mosse guerra al rivale Rodolfo e una delle battaglie si svolse nei pressi di Esslingen. Se il luogo in precedenza era probabilmente sotto il dominio dei duchi di Svevia, nell'anno 1079 andò, assieme al titolo ducale di Svevia e alla fortezza di Hohenstaufen, a Federico I di Svevia e, in questo modo, alla dinastia degli Hohenstaufen.

### Gli Hohenstaufen al potere
Federico Barbarossa lasciò nel 1181 al suo delegato di Esslingen incarichi politici e giuridici, che interessavano anche i territori circostanti. In questo modo fece di Esslingen una città libera dell'Impero.
Il 30 dicembre 1213 l'Imperatore Federico II di Svevia donò la chiesa cittadina di San Dioniso con l'antistante Pfleghof al Capitolo del Duomo di Spira. Nel XIII secolo fu iniziata la costruzione di molti grandi edifici a Esslingen. Furono edificati monasteri, i ponti sul Neckar risalgono a quell'epoca e fu costruita la Chiesa di San Vitale. Nel 1229 furono menzionati per la prima volta in un documento di donazione all'Abbazia di Salem il titolo di città e l'ufficio degli scoltetti di Esslingen.
Diversi signori della famiglia Hohenstaufen dimorarono a Esslingen, tra cui Enrico VI e Corrado IV di Svevia. Nel 1284 Rodolfo I d'Asburgo concesse alla città una costituzione, con la quale furono affidati incarichi amministrativi anche al patriziato e alle corporazioni di arti e mestieri.
Assieme alla ricchezza arrivarono in città nel XIII secolo gli ordini mendicanti. Predicavano povertà e penitenza, e si prendevano cura della salute spirituale della popolazione cittadina. I dominicani, i francescani e i carmelitani ricevettero presto doni e lasciti significativi, con i quali costruirono monasteri e chiese nell'area cittadina.

### Conflitto con i Württemberg
Nel 1246 Esslingen combatté contro il conte Ulrico I di Württemberg sostenendo gli Hohenstaufen nella battaglia presso Francoforte. In questo modo ebbe inizio un conflitto secolare con i Württemberg, che ebbe conseguenze anche nella guerra tra Enrico VI di Svevia ed Eberardo I, quando nel 1312 Stoccarda e altre città del Württemberg dovettero sottomettersi al dominio della città di Esslingen, prima della loro liberazione con la pace del 1316. Nel 1356 Carlo IV di Lussemburgo approfittò dell'ormai perdurante contesa, quando in seguito a un conflitto tra corporazioni fece assediare la città di Esslingen da Eberardo II di Württemberg. Nel tardo XIV secolo si scatenarono altri conflitti tra le città sveve e i Württemberg, che ebbero fine solo con la battaglia di Döffingen.
Tra il 1448 e il 1454 alcune contese doganali con il conte Ulrico V portarono alla grande guerra tra città, che fu poi vinta dai Württemberg. Esslingen stipulò dunque prima un'alleanza con il Baden, poi, nel 1473, un trattato con il conte del Württemberg, che esentava gli abitanti di Esslingen dalle tasse sui possedimenti situati nella contea. Il trattato, rinnovato nel 1477, restò valido fino alla perdita dell'immediatezza imperiale.
Già tra il 1472 e il 1473, poco dopo la morte di Johannes Gutenberg, Konrad Feyner aprì con l'Officina di Esslingen (Esslinger Offizin) la prima tipografia di Esslingen.

## Monumenti e luoghi d'interesse
- Municipio Nuovo di Esslingen am Neckar

## Amministrazione

### Gemellaggi
Esslingen è gemellata con:
- Vienne, dal 1958
- Neath Port Talbot, dal 1958
- Udine, dal 1959
- Norrköping, dal 1964
- Schiedam, dal 1964
- Sheboygan, dal 1967
- Velenje, dal 1970
- Maladzečna, dal 1987
- Eger, dal 1991
- Piotrków Trybunalski, dal 1992